# Parepisparis polydaedala
Parepisparis polydaedala là một loài bướm đêm trong họ Geometridae.